# Bjorn De Decker
Bjorn De Decker (né le 10 janvier 1988 à Wondelgem) est un coureur cycliste belge.

## Biographie
En catégorie débutants (moins de 17 ans), Bjorn De Decker pratique le cyclo-cross et le cyclisme sur route. Il se consacre ensuite uniquement à cette dernière discipline. 
En 2009, il rejoint l'équipe continentale Revor-Jartazi. Après un début de saison anecdotique, il se révèle au mois d'avril en prenant la huitième place de Liège-Bastogne-Liège espoirs. L'année suivante, il intègre la formation Jong Vlaanderen-Bauknecht. Mais il redescend finalement au niveau amateur à partir de 2011. 
Lors de la saison 2012, il s'impose notamment sur une étape du Tour de la Manche,. En 2013, il court en France au CC Villeneuve Saint-Germain. Il intègre par ailleurs l'équipe continentale Start-Trigon à partir du mois de juillet, sans succès. De 2014 à 2016, il évolue dans l'équipe Cibel. 
En 2017, il prend une licence au VDM Van Durme-Michiels-Trawobo, où il s'illustre sur des épreuves régionales belges. Au mois d’août, il est sacré champion du monde de Gran Fondo à Albi, dans la catégorie des 19-34 ans. Il s'engage ensuite avec l'équipe Shifting Gears-Geldhof Jielker en 2018. Tout comme l’année précédente, il se distingue au niveau régional en obtenant de nombreuses victoires. Il est cependant contrôlé positif sur une course à Merelbeke, qu'il remporte. Limogé par son club, il est suspendu quatre ans par la fédération flamande. La substance incriminée n'est pas divulguée.
Une fois sa suspension terminée, il fait son retour à la compétition en 2022.

## Palmarès et résultats

### Palmarès par année
- 2012
  - Classement général de l'Arden Challenge
  - Prix de Beauchamps
  - 1re étape du Tour de la Manche
- 2015
  - 1re étape de l'Arden Challenge
  - Hill 60-Koers Zillebeke
- 2016
  - 3e de Gand-Staden
- 2017
  -  Champion du monde de Gran Fondo (19-34 ans)
  - Mémorial Gilbert Letêcheur
  - 3e de Romsée-Stavelot-Romsée
- 2018
  - Flèche flamande
  - Grand Prix de Saint-Quentin
  - 2e du Driebergenprijs
- 2022
  -  Champion de Belgique sur route amateurs
  - 1re étape du Tour du Bénin
- 2024
  -  Champion du monde de Gran Fondo (35-39 ans)
- 2025
  - Tour du Mali : 
    - Classement général
    - 1re étape

### Classements mondiaux
| Année                                 | 2009  | 2010 | 2011 | 2012 | 2013 | 2014 | 2015 | 2016 | 2017 | 2018 | 2019 | 2020 | 2021 | 2022  |
| ------------------------------------- | ----- | ---- | ---- | ---- | ---- | ---- | ---- | ---- | ---- | ---- | ---- | ---- | ---- | ----- |
| Classement mondial                    |       |      |      |      |      |      |      | nc   | nc   | nc   | nc   | nc   | nc   | 2117e |
| UCI Europe Tour                       | 1171e | nc   | 840e | 855e | nc   | nc   | nc   | nc   | nc   | nc   | nc   | nc   | nc   | 1327e |
|                                       |       |      |      |      |      |      |      |      |      |      |      |      |      |       |
| Légende : nc = non classéSource : UCI |       |      |      |      |      |      |      |      |      |      |      |      |      |       |